# Al-Ghandura
Al-Ghandura (arab. الغندورة) – miasto w Syrii, w muhafazie Aleppo. W 2004 roku liczyło 1658 mieszkańców.